# Бон Ом Тук
Бон Ом Тук или Водный Фестиваль (кхмер. បុណ្យអុំទូក, англ. Bon Om Touk или Khmer Water Festival) — камбоджийский праздник, отмечаемый в ноябре. Фестиваль продолжается три дня. Он посвящён окончанию сезона муссонов и развороту течения реки Тонлесап. Включает в себя состязания по гребле, концерты и фейерверки, привлекая несколько миллионов человек каждый год.
К празднованию присоединяются все города и провинции, но наиболее масштабные торжества проходят в Пномпене, соревнования по гребле здесь проводятся вдоль набережной Сисоват, напротив Королевского дворца. Достаточно масштабно фестиваль отмечается и во втором крупнейшем городе страны, Сиемреапе.
22 ноября 2010 года во время празднования Бон Ом Тук в Пномпене в давке погибли 456 человек. Ранее на празднике также были инциденты со смертельным исходом. Так, в 2008 году в результате переворачивания лодки утонуло 5 сингапурских гребцов, а в 2009 году — утонул 1 камбоджийский гребец. После трагических событий 2010 года фестиваль был отменён следующие три года и восстановлен только в 2014 году.